# پاتو (ورزش)

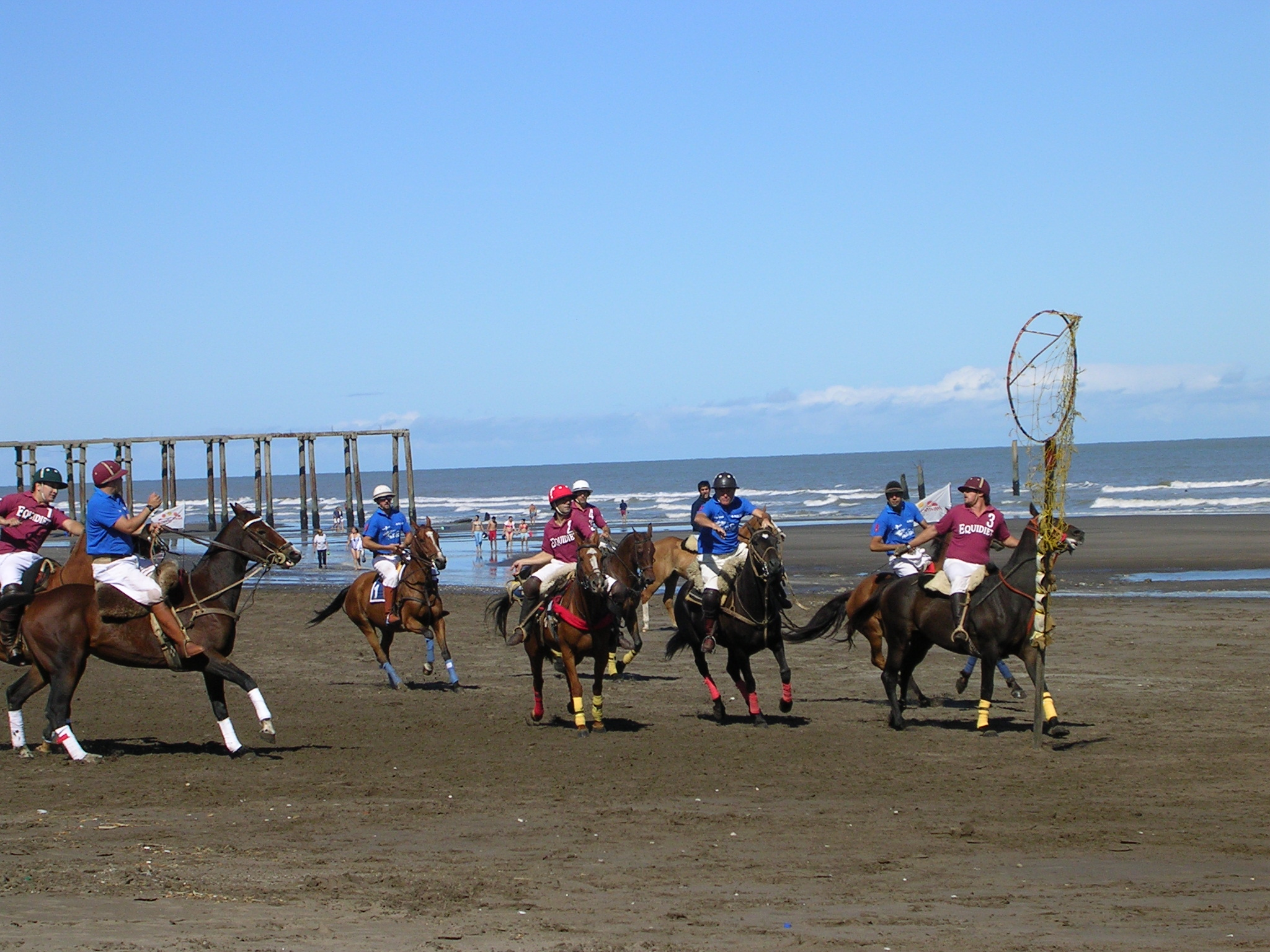
یک بازی پاتو

پاتو (به اسپانیایی: Pato) ورزشی است که دارای عناصری از قوانین ورزش‌های چوگان و بسکتبال می‌باشد. در این ورزش بازیکنان بر روی اسب سوار می‌شوند و درحالی که بر روی آن سوارند بازی می‌کنند. ابن ورزش از سال ۱۹۵۳ به عنوان ورزشی ملی در آرژانتین برگزار می‌شود.
قوانین این ورزش در سال ۱۶۱۰، برای اولین بار نوشته شد. در ابتدا از اردک زنده به جای توپ استفاده می‌شد. در واقع نام این بازی نیز از اردک (در زبان اسپانیایی) گرفته شده است.

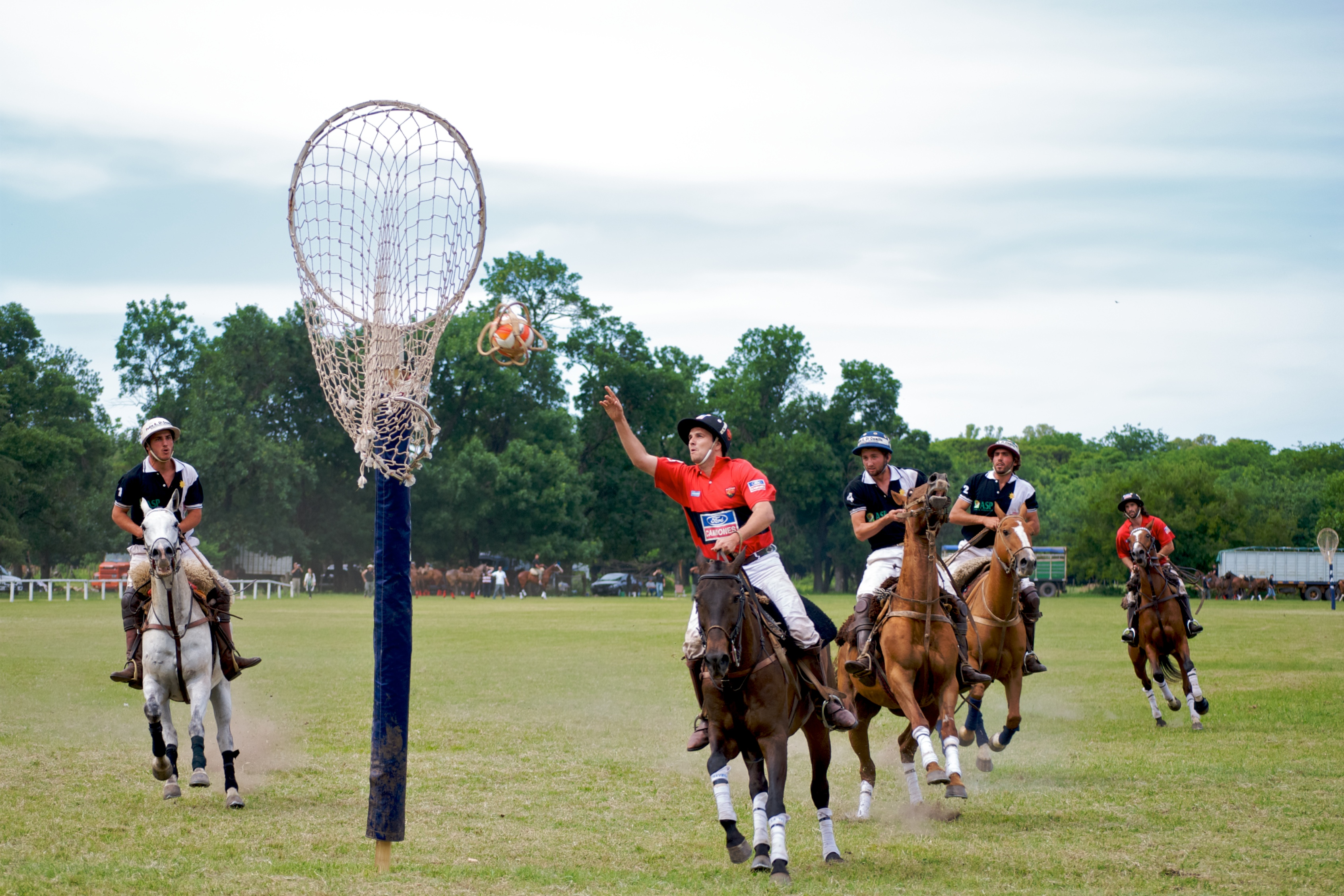
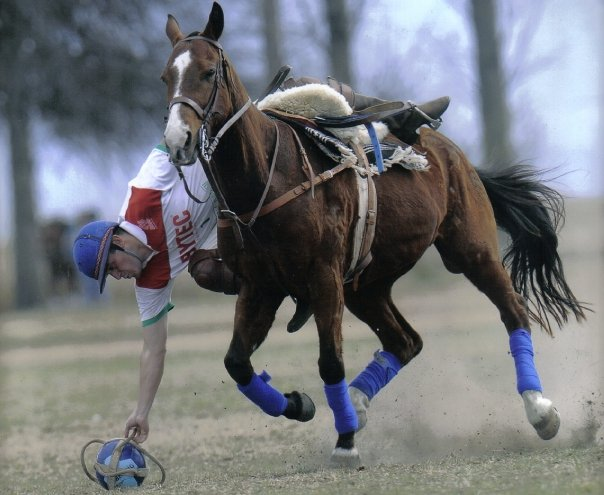
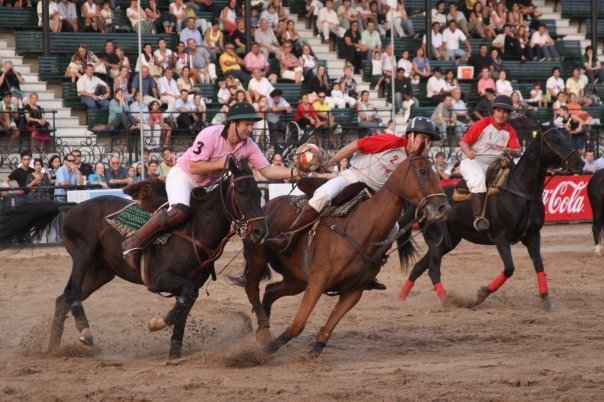
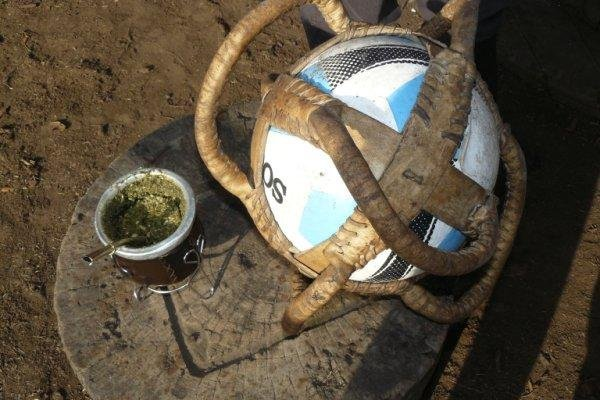